# Vietnamesisk Wikipedia
Vietnamesisk Wikipedia (vietnamesisk: Wikipedia tiếng Việt,  dansk: den vietnamesisksprogede Wikipedia) er den vietnamesisksprogede  version af det verdensomspændende encyklopædi-projekt Wikipedia. Indholdet skabes som de øvrige sprogversioner ved brug af bl.a. MediaWiki og wikisoftware. Vietnamesisk Wikipedias primære konkurrent er Vietnams encyklopædiske ordbog (Từ điển Bách khoa toàn thư Việt Nam), som er en statsstøttet encyklopædisk ordbog, der også er tilgængelig på internettet. I november 2016 er den vietnamesisksprogede wikipedia den 12. største udgave af Wikipedia.
Pr. torsdag den 22. maj 2025 har den vietnamesisksprogede Wikipedia 1.294.430 artikler, 1.228 aktive bidragydere og 15 administratorer.

## Historie
Den vietnamesisksprogede Wikipedia lanceredes i november 2002, med en forside og en artikel om Internet Society. Projektet fik kun lidt opmærksomhed og fik ikke markante bidrag før det blev relanceret i oktober 2003. Den nyere Unicode-kompatible MediaWiki-software blev installeret snart efter.
26. august 2008 havde vietnamesisk Wikipedia nået 50.000 artikler, det kendetegnede en milepæl. Omkring 432 af artiklerne var oprettet af botter. 12. september 2009 havde projektet nået 100.000 artikler og ca. 5 % var bot-genererede. I juli 2013 havde udgaven over 750.000 artikler.